# José Enrique Rodó (ciudad)
José Enrique Rodó es una localidad uruguaya del departamento de Soriano y es sede del municipio homónimo.

## Geografía
La localidad se ubica al sureste del departamento de Soriano, sobre la cuchilla del Bizcocho y al noroeste de la ciudad de Cardona, entre la vía férrea y la ruta 2, próxima al empalme con la ruta 55.

## Historia
A fines del siglo XIX existía en la zona un precario rancherío denominado pueblo Drovandi, por el apellido de la familia propietaria de los campos.
En 1901 se inauguró la línea ferroviaria San José-Mercedes y junto a ella la estación Drabble, cuyo nombre homenajeaba al empresario británico George Drabble, que invirtió en el desarrollo de la red ferroviaria de Argentina y Uruguay.
Fue declarado pueblo en 1924 y se le dio el nombre del ensayista y crítico literario José Enrique Rodó, fallecido en 1917.
En la década de 1930 se inauguraron sus servicios esenciales y el 17 de noviembre de 1964 adquirió la categoría de villa por ley 13299.
Entre 1963 y 1996 el número de habitantes de José Enrique Rodó aumentó 40%.

## Servicios
Educación: escuela, liceo y biblioteca.
Servicios generales: agua corriente, electricidad, juzgado, recolección de residuos, banco.
Otros: centro social y deportivo, canchas de deportes, parque.

## Población
Según el censo de 2011 la localidad contaba con una población de 2120 habitantes.
| 3113          | 1319 | 1788 | 1661 | 1853 | 2113 | 2120 |
| (Fuente: INE) |      |      |      |      |      |      |

## Almacenaje y transporte
En la actualidad Rodó es un centro de servicios en una rica área de cereales, lechera y ganadera extensiva bovina para carnes.
Es también un importante centro regional de almacenaje de cereales en silos y un nudo ferroviario y carretero.

## Deportes
El fútbol es el principal deporte. Los equipos de fútbol de la localidad son el Club Deportivo y Social Rodó y el Fraternidad Fútbol Club.
Ambos clubes tienen un gran trabajo en el ámbito social, ya que en sus instalaciones se realizan diferentes actividades.
El fútbol femenino ha tenido gran arraigo y desde la Liga de Fútbol Infantil se ha estimulado este deporte. El Baby de Fraternidad Fútbol Club y el Club Mirasol de Fútbol Infantil han sido pioneros en la estimulación de fútbol mixto, como también la competencia de fútbol femenino en categoría única. El Club Deportivo y Social Rodó en el año 2019 formó sus planteles femeninos de Sub-16 y de Categoría Superior, compitiendo en el Departamental de Sub-16 de Colonia e ingresando a la 17° Copa Nacional de Fútbol Femenino organizada por O.F.I.
Además del fútbol se realizan diferentes actividades deportivas como gimnasia para adultos, zumba, natación, basquetbol y vóley.
El patín es un deporte que se practica y que tiene lugar en las instalaciones del Club Fraternidad.
El Club Deportivo y Social Rodó cuenta con planteles de vóley y también se practica este deporte de forma recreativa. En su gimnasio se realizan muchas actividades deportivas como el fútbol sala sin competencia formal. En esta institución también funciona la Escuela Mixta de Fútbol Infantil llamada "Por el Sendero del Turco", destinada a todos los niños de la villa como de zonas aledañas.
Otro deporte que se practica es la gimnasia artística de forma competitiva, la cual se realiza en la Agremiación Ruralista; en esta institución se encuentra el frontón, deporte que también se practica en la localidad.
También se encuentra el Ruedo "Inocencio Lespada" de la Sociedad Criolla Grito de Asencio, la cual organiza jinetadas anuales, permitiendo así la práctica de este deporte.